# کنکورد، ویسکانسین
کنکورد (به انگلیسی: Concord) یک شهرک در ایالات متحده آمریکا است که در شهرستان جفرسون، ویسکانسین واقع شده‌است. کنکورد ۹۴٫۵ کیلومتر مربع مساحت و ۲٬۰۷۲ نفر جمعیت دارد و ۲۶۲ متر بالاتر از سطح دریا واقع شده‌است.